# Список астероїдів (185601—185700)
| Назва                          | Тимчасове позначення | Дата відкриття    | Місце відкриття                    | Відкривач                                              |
| ------------------------------ | -------------------- | ----------------- | ---------------------------------- | ------------------------------------------------------ |
| (185601) 2008 CC16             | 2008 CC16            | 3 лютого 2008     | Обсерваторія Маунт-Леммон          | Обсерваторія Маунт-Леммон                              |
| (185602) 2008 CF23             | 2008 CF23            | 1 лютого 2008     | Обсерваторія Кітт-Пік              | Spacewatch                                             |
| (185603) 2008 CQ23             | 2008 CQ23            | 1 лютого 2008     | Обсерваторія Кітт-Пік              | Spacewatch                                             |
| (185604) 2008 CX23             | 2008 CX23            | 1 лютого 2008     | Обсерваторія Кітт-Пік              | Spacewatch                                             |
| (185605) 2008 CW25             | 2008 CW25            | 1 лютого 2008     | Каталінський огляд                 | Каталінський огляд                                     |
| (185606) 2008 CH29             | 2008 CH29            | 2 лютого 2008     | Обсерваторія Кітт-Пік              | Spacewatch                                             |
| (185607) 2008 CK35             | 2008 CK35            | 2 лютого 2008     | Обсерваторія Кітт-Пік              | Spacewatch                                             |
| (185608) 2008 CA38             | 2008 CA38            | 2 лютого 2008     | Обсерваторія Кітт-Пік              | Spacewatch                                             |
| (185609) 2008 CT42             | 2008 CT42            | 2 лютого 2008     | Обсерваторія Кітт-Пік              | Spacewatch                                             |
| (185610) 2008 CZ44             | 2008 CZ44            | 2 лютого 2008     | Обсерваторія Кітт-Пік              | Spacewatch                                             |
| (185611) 2008 CK46             | 2008 CK46            | 2 лютого 2008     | Обсерваторія Кітт-Пік              | Spacewatch                                             |
| (185612) 2008 CT49             | 2008 CT49            | 6 лютого 2008     | Каталінський огляд                 | Каталінський огляд                                     |
| (185613) 2008 CE50             | 2008 CE50            | 6 лютого 2008     | Каталінський огляд                 | Каталінський огляд                                     |
| (185614) 2008 CD61             | 2008 CD61            | 7 лютого 2008     | Обсерваторія Маунт-Леммон          | Обсерваторія Маунт-Леммон                              |
| (185615) 2008 CZ66             | 2008 CZ66            | 8 лютого 2008     | Каталінський огляд                 | Каталінський огляд                                     |
| (185616) 2008 CC72             | 2008 CC72            | 9 лютого 2008     | Каталінський огляд                 | Каталінський огляд                                     |
| (185617) 2008 CS85             | 2008 CS85            | 7 лютого 2008     | Обсерваторія Маунт-Леммон          | Обсерваторія Маунт-Леммон                              |
| (185618) 2008 CR93             | 2008 CR93            | 8 лютого 2008     | Обсерваторія Маунт-Леммон          | Обсерваторія Маунт-Леммон                              |
| (185619) 2008 CH97             | 2008 CH97            | 9 лютого 2008     | Обсерваторія Кітт-Пік              | Spacewatch                                             |
| (185620) 2008 CL120            | 2008 CL120           | 6 лютого 2008     | Каталінський огляд                 | Каталінський огляд                                     |
| (185621) 2008 CA121            | 2008 CA121           | 6 лютого 2008     | Каталінський огляд                 | Каталінський огляд                                     |
| (185622) 2008 CH127            | 2008 CH127           | 8 лютого 2008     | Обсерваторія Кітт-Пік              | Spacewatch                                             |
| (185623) 2008 CJ135            | 2008 CJ135           | 8 лютого 2008     | Обсерваторія Маунт-Леммон          | Обсерваторія Маунт-Леммон                              |
| (185624) 2008 CU163            | 2008 CU163           | 10 лютого 2008    | Каталінський огляд                 | Каталінський огляд                                     |
| (185625) 2008 CD167            | 2008 CD167           | 11 лютого 2008    | Обсерваторія Маунт-Леммон          | Обсерваторія Маунт-Леммон                              |
| (185626) 2008 CU175            | 2008 CU175           | 6 лютого 2008     | Сокорро (Нью-Мексико)              | LINEAR                                                 |
| (185627) 2008 CC178            | 2008 CC178           | 6 лютого 2008     | Каталінський огляд                 | Каталінський огляд                                     |
| (185628) 2008 CD179            | 2008 CD179           | 6 лютого 2008     | Каталінський огляд                 | Каталінський огляд                                     |
| (185629) 2008 CY180            | 2008 CY180           | 9 лютого 2008     | Каталінський огляд                 | Каталінський огляд                                     |
| (185630) 2008 CZ180            | 2008 CZ180           | 9 лютого 2008     | Каталінський огляд                 | Каталінський огляд                                     |
| (185631) 2008 CZ181            | 2008 CZ181           | 11 лютого 2008    | Обсерваторія Маунт-Леммон          | Обсерваторія Маунт-Леммон                              |
| (185632) 2008 CS183            | 2008 CS183           | 13 лютого 2008    | Каталінський огляд                 | Каталінський огляд                                     |
| 185633 Rainbach                | 2008 DO              | 24 лютого 2008    | Астрономічна обсерваторія Ґайзберг | Ріхард Ґірлінґер                                       |
| (185634) 2008 DR11             | 2008 DR11            | 26 лютого 2008    | Станція Андерсон-Меса              | LONEOS                                                 |
| (185635) 2008 DL27             | 2008 DL27            | 26 лютого 2008    | Сокорро (Нью-Мексико)              | LINEAR                                                 |
| 185636 Shiao Lin               | 2008 DV40            | 27 лютого 2008    | Обсерваторія Люлінь                | Лінь Ці Шень, К. Йє                                    |
| (185637) 2008 DH54             | 2008 DH54            | 27 лютого 2008    | Каталінський огляд                 | Каталінський огляд                                     |
| 185638 Ервіншваб (Erwinschwab) | 2008 EU7             | 1 березня 2008    | Обсерваторія Ла-Саґра              | Обсерваторія Мальорки                                  |
| 185639 Rainerkling             | 2008 EH8             | 2 березня 2008    | Обсерваторія Ла-Саґра              | Обсерваторія Мальорки                                  |
| 185640 Sunyisui                | 2008 EB34            | 1 березня 2008    | Обсерваторія Цзицзіньшань          | Обсерваторія Цзицзіньшань                              |
| 185641 Джад (Judd)             | 2008 EH69            | 5 березня 2008    | Обсерваторія Столова Гора          | Дж. Янґ                                                |
| (185642) 2008 EV88             | 2008 EV88            | 8 березня 2008    | Обсерваторія RAS                   | Ендрю Лов                                              |
| (185643) 2040 P-L              | 2040 P-L             | 24 вересня 1960   | Паломарська обсерваторія           | К. Й. ван Гаутен, І. ван Гаутен-Ґроневельд, Т. Герельс |
| (185644) 4890 P-L              | 4890 P-L             | 24 вересня 1960   | Паломарська обсерваторія           | К. Й. ван Гаутен, І. ван Гаутен-Ґроневельд, Т. Герельс |
| (185645) 6733 P-L              | 6733 P-L             | 24 вересня 1960   | Паломарська обсерваторія           | К. Й. ван Гаутен, І. ван Гаутен-Ґроневельд, Т. Герельс |
| (185646) 3217 T-2              | 3217 T-2             | 30 вересня 1973   | Паломарська обсерваторія           | К. Й. ван Гаутен, І. ван Гаутен-Ґроневельд, Т. Герельс |
| (185647) 4226 T-2              | 4226 T-2             | 29 вересня 1973   | Паломарська обсерваторія           | К. Й. ван Гаутен, І. ван Гаутен-Ґроневельд, Т. Герельс |
| (185648) 1067 T-3              | 1067 T-3             | 17 жовтня 1977    | Паломарська обсерваторія           | К. Й. ван Гаутен, І. ван Гаутен-Ґроневельд, Т. Герельс |
| (185649) 1802 T-3              | 1802 T-3             | 17 жовтня 1977    | Паломарська обсерваторія           | К. Й. ван Гаутен, І. ван Гаутен-Ґроневельд, Т. Герельс |
| (185650) 2608 T-3              | 2608 T-3             | 16 жовтня 1977    | Паломарська обсерваторія           | К. Й. ван Гаутен, І. ван Гаутен-Ґроневельд, Т. Герельс |
| (185651) 3043 T-3              | 3043 T-3             | 16 жовтня 1977    | Паломарська обсерваторія           | К. Й. ван Гаутен, І. ван Гаутен-Ґроневельд, Т. Герельс |
| (185652) 3199 T-3              | 3199 T-3             | 16 жовтня 1977    | Паломарська обсерваторія           | К. Й. ван Гаутен, І. ван Гаутен-Ґроневельд, Т. Герельс |
| (185653) 3442 T-3              | 3442 T-3             | 16 жовтня 1977    | Паломарська обсерваторія           | К. Й. ван Гаутен, І. ван Гаутен-Ґроневельд, Т. Герельс |
| (185654) 3980 T-3              | 3980 T-3             | 16 жовтня 1977    | Паломарська обсерваторія           | К. Й. ван Гаутен, І. ван Гаутен-Ґроневельд, Т. Герельс |
| (185655) 4368 T-3              | 4368 T-3             | 16 жовтня 1977    | Паломарська обсерваторія           | К. Й. ван Гаутен, І. ван Гаутен-Ґроневельд, Т. Герельс |
| (185656) 1981 ET35             | 1981 ET35            | 2 березня 1981    | Обсерваторія Сайдинг-Спрінг        | Ш. Дж. Бас                                             |
| (185657) 1992 WL6              | 1992 WL6             | 19 листопада 1992 | Обсерваторія Кітт-Пік              | Spacewatch                                             |
| (185658) 1993 FG3              | 1993 FG3             | 24 березня 1993   | Обсерваторія Кітт-Пік              | Spacewatch                                             |
| (185659) 1993 FT45             | 1993 FT45            | 19 березня 1993   | Обсерваторія Ла-Сілья              | UESAC                                                  |
| (185660) 1993 RE4              | 1993 RE4             | 15 вересня 1993   | Обсерваторія Ла-Сілья              | Ерік Вальтер Ельст                                     |
| (185661) 1993 TY23             | 1993 TY23            | 9 жовтня 1993     | Обсерваторія Ла-Сілья              | Ерік Вальтер Ельст                                     |
| (185662) 1994 AG13             | 1994 AG13            | 11 січня 1994     | Обсерваторія Кітт-Пік              | Spacewatch                                             |
| (185663) 1994 EE               | 1994 EE              | 4 березня 1994    | Обсерваторія Санта-Лючія Стронконе | Антоніо Ваньоцці                                       |
| (185664) 1995 AW1              | 1995 AW1             | 7 січня 1995      | Обсерваторія Кітт-Пік              | Spacewatch                                             |
| (185665) 1995 CS2              | 1995 CS2             | 1 лютого 1995     | Обсерваторія Кітт-Пік              | Spacewatch                                             |
| (185666) 1995 FT9              | 1995 FT9             | 26 березня 1995   | Обсерваторія Кітт-Пік              | Spacewatch                                             |
| (185667) 1995 FY11             | 1995 FY11            | 27 березня 1995   | Обсерваторія Кітт-Пік              | Spacewatch                                             |
| (185668) 1995 MF4              | 1995 MF4             | 29 червня 1995    | Обсерваторія Кітт-Пік              | Spacewatch                                             |
| (185669) 1995 MN6              | 1995 MN6             | 28 червня 1995    | Обсерваторія Кітт-Пік              | Spacewatch                                             |
| (185670) 1995 RS               | 1995 RS              | 14 вересня 1995   | Обсерваторія Галеакала             | AMOS                                                   |
| (185671) 1995 SC20             | 1995 SC20            | 18 вересня 1995   | Обсерваторія Кітт-Пік              | Spacewatch                                             |
| (185672) 1995 SZ25             | 1995 SZ25            | 19 вересня 1995   | Обсерваторія Кітт-Пік              | Spacewatch                                             |
| (185673) 1995 SD32             | 1995 SD32            | 21 вересня 1995   | Обсерваторія Кітт-Пік              | Spacewatch                                             |
| (185674) 1995 SM68             | 1995 SM68            | 20 вересня 1995   | Обсерваторія Кітт-Пік              | Spacewatch                                             |
| (185675) 1995 SN79             | 1995 SN79            | 21 вересня 1995   | Обсерваторія Кітт-Пік              | Spacewatch                                             |
| (185676) 1995 SN88             | 1995 SN88            | 26 вересня 1995   | Обсерваторія Кітт-Пік              | Spacewatch                                             |
| (185677) 1995 SB90             | 1995 SB90            | 18 вересня 1995   | Обсерваторія Кітт-Пік              | Spacewatch                                             |
| (185678) 1995 TN1              | 1995 TN1             | 14 жовтня 1995    | Станція Сінлун                     | SCAP                                                   |
| (185679) 1995 UK36             | 1995 UK36            | 21 жовтня 1995    | Обсерваторія Кітт-Пік              | Spacewatch                                             |
| (185680) 1995 YC6              | 1995 YC6             | 16 грудня 1995    | Обсерваторія Кітт-Пік              | Spacewatch                                             |
| (185681) 1996 AB13             | 1996 AB13            | 15 січня 1996     | Обсерваторія Кітт-Пік              | Spacewatch                                             |
| (185682) 1996 JR16             | 1996 JR16            | 11 травня 1996    | Обсерваторія Кітт-Пік              | Spacewatch                                             |
| (185683) 1996 ML1              | 1996 ML1             | 16 червня 1996    | Обсерваторія Кітт-Пік              | Spacewatch                                             |
| (185684) 1996 RX5              | 1996 RX5             | 5 вересня 1996    | Обсерваторія Кітт-Пік              | Spacewatch                                             |
| (185685) 1996 TP27             | 1996 TP27            | 7 жовтня 1996     | Обсерваторія Кітт-Пік              | Spacewatch                                             |
| (185686) 1996 VY17             | 1996 VY17            | 6 листопада 1996  | Обсерваторія Кітт-Пік              | Spacewatch                                             |
| (185687) 1996 XP16             | 1996 XP16            | 4 грудня 1996     | Обсерваторія Кітт-Пік              | Spacewatch                                             |
| (185688) 1997 CC6              | 1997 CC6             | 6 лютого 1997     | Сормано                            | Марко Каваня, А. Теста                                 |
| (185689) 1997 GR7              | 1997 GR7             | 2 квітня 1997     | Сокорро (Нью-Мексико)              | LINEAR                                                 |
| (185690) 1997 GB9              | 1997 GB9             | 3 квітня 1997     | Сокорро (Нью-Мексико)              | LINEAR                                                 |
| (185691) 1997 GT10             | 1997 GT10            | 3 квітня 1997     | Сокорро (Нью-Мексико)              | LINEAR                                                 |
| (185692) 1997 GY31             | 1997 GY31            | 15 квітня 1997    | Обсерваторія Кітт-Пік              | Spacewatch                                             |
| (185693) 1997 HV3              | 1997 HV3             | 30 квітня 1997    | Обсерваторія Кітт-Пік              | Spacewatch                                             |
| (185694) 1997 TF16             | 1997 TF16            | 7 жовтня 1997     | Обсерваторія Кітт-Пік              | Spacewatch                                             |
| (185695) 1997 US12             | 1997 US12            | 23 жовтня 1997    | Обсерваторія Кітт-Пік              | Spacewatch                                             |
| (185696) 1997 WJ4              | 1997 WJ4             | 20 листопада 1997 | Обсерваторія Кітт-Пік              | Spacewatch                                             |
| (185697) 1997 WO9              | 1997 WO9             | 21 листопада 1997 | Обсерваторія Кітт-Пік              | Spacewatch                                             |
| (185698) 1998 BT27             | 1998 BT27            | 23 січня 1998     | Обсерваторія Кітт-Пік              | Spacewatch                                             |
| (185699) 1998 BF39             | 1998 BF39            | 29 січня 1998     | Обсерваторія Кітт-Пік              | Spacewatch                                             |
| (185700) 1998 DT6              | 1998 DT6             | 17 лютого 1998    | Обсерваторія Кітт-Пік              | Spacewatch                                             |